# Žores Medvedev
Žores Aleksandrovič Medvedev (rus. Жоре́с Алекса́ндрович Медве́дев; 14. novembar 1925 — 15. novembar 2018) bio je sovjetski agronom, biolog, istoričar i disident. Njegov brat-blizanac je istoričar Roj Medvedev.

## Biografija
Žores Medvedev i njegov brat-blizanac Roj rođeni su 14. novembra 1925. godine u Tbilisiju (Gruzija, SSSR). U decembru 1950, Žores je nagrađen zvanjem doktora za svoja istraživanja u seksualnim procesima kod biljaka. Postao je ’Juniorski istraživač’ na agrohemijskom i biohemijskom odjeljenju Timirjazeve akademije te unapređen u ’Seniorskog istraživača’ godine 1954; na akademiji je ostao do 1963. godine. Počev od 1952, Medvedev se fokusirao na probleme starenja — s naglaskom na obrt proteina i nukleinskih kiselina. Godine 1961, objavio je prvi rad u kojem je sugerisano da je starenje rezultat akumulacije grešaka u sintezi proteina i nukleinskih kiselina. Godine 1962, Medvedev je napisao knjigu o istoriji Sovjetske genetike (kasnije objavljeno u SAD-u kao The Rise and Fall of T.D. Lysenko, Columbia University Press, 1969).
Godine 1963, Medvedev se preselio u Obninsk na Institut medicinske radiologije, gdje je dobio nagradu kao predvodnik molekularne radiobiološke laboratorije. Objavio je dvije knjige, Proteinska biosinteza i problemi hereditarnog razvoja i starenja (1963; engleski prevod: 1965, Oliver and Boyd, Edinburgh) i Molekularni mehanizmi razvoja (1966; engleski prevod: 1968, Plenum Press, New York). Medvedev je otpušten sa svoje funkcije godine 1969. U periodu između 1968. i 1970, Medvedev je napisao još dvije knjige: Internacionalna kooperacija naučnika i nacionalne granice i Tajnost korespondencije je zagarantovana zakonom (o poštanskoj cenzuri u SSSR). Objavljene su 1971. kao Medvedev Papers od izdavača Makmilan u Londonu. Ovi radovi su široko rasprostranjeni u SSSR među naučnicima, a ova aktivnost je rezultovala hapšenjem Medvedeva i prisilnim držanjem u psihijatrijskoj bolnici u Kalugi maja 1970. Ova radnja je, međutim, izazvala mnogo protesta drugih naučnika (akademici Andrej Saharov, Pjotr Kapica, Igor Tam, Vladimir Engelgart, Boris Astaurov, Nikolaj Semjonov i dr.) te pisaca (Solženjicin, Tvardovski, Vladimir Tendrjakov, Vladimir Dudincev i dr.), zbog čega je Medvedev pušten (ovo iskustvo je predstavljeno u knjizi Žoresa Medvedeva i Roja Medvedeva A Question of Madness, koju je izdao Makmilan u Londonu 1971. godine).
Godine 1971, Medvedev je dobio posao ’Seniorskog naučnika’ na Institutu za fiziologiju i biohemiju domaćih životinja u Borovsku — region Kaluga. Sljedeće godine, pozvan je na jednogodišnje istraživanje od Nacionalnog instituta za medicinsko istraživanje u Londonu, na novom Genetskom odjeljenju. Ostao je u Londonu i radio kao ’Seniorski istraživač’ na nacionalnom institutu za medicinska istraživanja — sve dok se nije penzionisao, 1991. godine. Medvedev je objavio oko 170 istraživačkih radova i pregleda, od kojih oko šezdeset tokom vremena koje je proveo u Londonu. Godine 1973. bio je jedan od potpisnika Humanističkog manifesta. Dobio je Nagradu za istraživanja o starenju od Američke asocijacije biogerontologije godine 1984, te Nagradu „Ren Šubert” za gerontologiju godine 1985.
Medvedev je umro u Londonu, 15. novembra 2018. godine, dan nakon svog 93. rođendana — uz porodicu pored sebe.

### Disident
Žores Medvedev je izložio Kištimsku nuklearnu katastrofu, koja se desila na Majaku u blizini Kištima (Ozjorsk) — planine Ural, 1957. Objavio je knjigu Nuklearna katastrofa u Uralima godine 1979. (W.W. Norton, New York).
Medvedev je bio rana žrtva zvaničnih pokušaja da se uguši opozicija držanjem disidenata u mentalnim ustanovama. U Londonu, Medvedev je nastavio da uređuje časopis XX Century zajedno sa svojim bratom Rojem. Bili su koautori djela Khrushchev: The Years in Power (1978) i još nekoliko knjiga; posljednja je bila The Unknown Stalin (2007).

## Radovi
- -{Protein Biosynthesis and Problems of Heredity, Development and Ageing. Plenum Press, New York, 1966. Oliver and Boyd Ltd, Edinburgh, 1966.
- (with Roy Medvedev, Ellen Dahrendorf - Translator) (Overlook Press). Medvedev, Zhores; Medvedev, Roy (2005). Unknown Stalin: His Life, Death, and Legacy. Harry N. Abrams. ISBN 978-1-58567-644-6.
- (W W Norton / Co Inc). Medvedev, Zhores (1992). Legacy of Chernobyl. W. W. Norton & Company. ISBN 978-0-393-30814-3.
- (W W Norton / Co Inc). Medvedev, Zhores A. (1988). Soviet Agriculture. Norton. ISBN 978-0-393-02472-2.
- (W W Norton / Co Inc). Medvedev, Zhores A. (1987). Gorbachev. Norton. ISBN 978-0-393-30408-4.
- (W W Norton / Co Inc). Medvedev, Zhores A. (1983). Andropov. W.W. Norton. ISBN 978-0-393-01791-5.
- Medvedev, Zhores A. (1980). Nuclear Disaster in the Urals. Vintage Books. ISBN 978-0-394-74445-2.
- Medvedev, Zhores A. (1986). Gorbachev. B. Blackwell. ISBN 978-0-631-14782-4.
- Medvedev, Zhores A. (1970). Molecular-Genetic Mechanisms of Development. Plenum Press. ISBN 978-0-306-30403-3.
- Medvedev Papers: Fruitful Meetings between Scientists of the World. 1971. ISBN 978-0-333-12520-5.
- Ten Years after Ivan Denisovich. 1974. ISBN 978-0-394-71112-6.
- (with Alan Roberts). Roberts, Alan; Medvedev, Zhores A. (1977). Hazards of Nuclear Power. Spokesman Books. ISBN 978-0-85124-211-8.
- Secrecy of Correspondence Is Guaranteed by Law. 1975. ISBN 978-0-85124-128-9.
- Medvedev, Zhores A. (1978). Soviet Science. Norton. ISBN 978-0-393-06435-3.
- (2003, in Russian). Медведев, Жорес (2003). Stalin and the Jewish Question: New Analysis. Права человека. ISBN 978-5-7712-0251-8.
- (with Roy Medvedev) (2004, in Russian). Medvedev, Roy Aleksandrovich; Медведев, Жорес (2004). Solzhenitsyn and Sakharov: Two Prophets. Время. ISBN 978-5-94117-065-4.
- (translated by I.M. Lerner) The Rise and Fall of T. D. Lysenko. Columbia University Press. 1969. ISBN 978-0-231-03183-7.
- Medvedev Papers: The Plight Of Soviet Science. ISBN 978-3-331-25207-2.
- (with Roy Medvedev). Medvedev, Zhores A.; Medvedev, Roy Aleksandrovich (1974). A Question Of Madness. Penguin. ISBN 978-0-14-003783-8.
- (Trans George Saunders). Medvedev, Zhores A. (1979). Nuclear Disaster In The Urals. Angus & Robertson. ISBN 978-0-207-95896-0.
- (with Roy Medvedev). Medvedev, Roy Aleksandrovich; Медведев, Жорес (1975). Khrushchev: The Years In Power. Xerox University Microfilms. ISBN 978-0-8357-0154-9.
- (Medvedev Papers) National Frontiers / International Scientific Cooperation. Spokesman Books. 1975. ISBN 978-0-85124-127-2.
- Nutrition and Longevity (2011, In Russian) Publ. "Vremya" Moscow. Питание и долголетие. Время. 2011. ISBN 978-5-9691-0513-3.
- (in Russian). Nutrition and Longevity. Права человека. 2007. ISBN 978-5-7712-0380-5.
- (in Russian) 2008 Molodaya Gvardia, Moscow. Медведев, Жорес (2008). Polonium in London. Молодая гвардия. ISBN 978-5-235-03160-9. }-

## Članci
- Članci o trovanju Aleksandra Litvivenka: